# Distrito de Huacaschuque
El distrito de Huacaschuque es uno de los once que conforman la provincia de Pallasca, ubicada en el Departamento de Ancash,  bajo la administración del Gobierno regional de Ancash. en el Perú.  

## Historia
Es un distrito que tuvo su origen en la República, abarca  2 centros poblados: Puchuvalle e Inaco. Elevado a la categoría de villa el 26 de noviembre de 1917 con la ley orgánica N.º 2575 y creándose políticamente como distrito el 13 de enero de 1955 con la ley orgánica N.º 12189, en el gobierno del Presidente Manuel A. Odría.
El distrito de Huacaschuque posa tranquila sobre las faldas del paraje “Nuevo Huacaschuque” sus pobladores son amables; su plaza está diseñada como un bello mirador, desde aquí apreciamos un lejano horizonte geográfico, sus casas se caracterizan por sus vistoso balcones, predomina el adobe en su construcción y sus techos de rojo tejado caracterizan a este pueblo andino, cuenta con un balcón que sirve de bello mirador. 
A pocos km hacia abajo se encuentra Huacaschuque viejo, allí, solo quedan huellas del pasado, pero un poco arriba esta la hermosa villa de Inaco, lugar que fue escogido para perennizar al pueblo de Huacaschuque, pero el Patrón San Nicolás, se escapaba una y otra vez, pernoctando en el paraje de Huacaschuque nuevo, entonces, fue allí en donde se ubicó el pueblo actual.

## Geografía
Este distrito se encuentra situado y localizado en la Provincia de Pallasca, del Departamento de Ancash. A 70 km del distrito peruano de Huandoval.
Tiene una superficie de 63,59 km², de altura aproximada de 3,145 m s. n. m.
Cuenta con 3 barrios: el Porvenir, Shangalorgo y Shimpamba.

## Autoridades

### Municipales
- 2013-2014[1]
  - Alcalde: Rubén Cicerón Manrique Paredes, del Partido Fuerza 2011.
  - Regidores:  Víctor Sebastián Bocanegra Corales (Fuerza 2011), Linder Robert Bocanegra Castillo (Fuerza 2011), Willam Rony Vásquez Marcelo (Fuerza 2011), Elena Rodríguez Reyna (Fuerza 2011), Daniel Manuel Bocanegra Castillo (Perú Posible).
- 2011-2012
  - Alcalde: Aristides Corales Gonzales.

periodo 2019-2022, El señor Pablo Estrada Vilquiniche
Regidores: Deyser Bocanegra Manrique, Yoel Valverde Pérez, Micaela Robles Campos, David Bocanegra Paredes y Maguin Paredes Heredia

## Festividades
En Huacaschuque se rinde homenaje a San Nicolás de Bari, el 6 de diciembre, llevándose a cabo una gran fiesta que tiene como único fin sensibilizar a la población, incentivar la unión y la fraternidad entre todos, así como compartir momentos de alegría. Y también a la Santísima Virgen de la Concepción el 8 de diciembre.